# Montpellier Hérault Sport Club 2024-2025 (femminile)
Questa voce raccoglie le informazioni riguardanti la squadra femminile del Montpellier Hérault Sport Club nelle competizioni ufficiali della stagione 2024-2025.

## Divise e sponsor
La grafica ripropone l'abbinamento cromatico adottato dal Montpellier maschile. Main sponsor è Groupe Marti, lo sponsor tecnico, fornitore delle tenute da gioco, è Nike.
| Casa | Trasferta | 3ª divisa |

## Organigramma societario
Organigramma tratto dal sito societario, dati aggiornati al 27 aprile 2025.
Area tecnica
- Allenatore: Yannick Chandioux
- Vice allenatore: Baptiste Merle
- Preparatore dei portieri: Brian Cottet
- Preparatore atletico: Allex Humbertclaude
- Medico sociale: Claude Nilles
- Fisioterapisti: Sébastien Gachon, Mélanie Métais
- Intendant: Philippe Soulier

## Rosa
Rosa, ruoli e numeri di maglia come da sito ufficiale, aggiornati al 27 aprile 2025.
| N. |                        | Ruolo | Calciatrice       |
| -- | ---------------------- | ----- | ----------------- |
| 1  | Francia (bandiera)     | P     | Justine Lerond    |
| 3  | Canada (bandiera)      | D     | Marie Levasseur   |
| 4  | Francia (bandiera)     | D     | Marion Torrent    |
| 5  | Haiti (bandiera)       | D     | Kethna Louis      |
| 6  | Francia (bandiera)     | C     | Ella Palis        |
| 7  | Francia (bandiera)     | C     | Léa Khelifi       |
| 8  | Francia (bandiera)     | C     | Sonia Ouchène     |
| 11 | Nigeria (bandiera)     | A     | Ifeoma Onumonu    |
| 13 | Stati Uniti (bandiera) | C     | Celeste Boureille |
| 14 | Francia (bandiera)     | A     | Élisa Rambaud     |
| 15 | Francia (bandiera)     | C     | Cyrielle Blanc    |
| 16 | Francia (bandiera)     | P     | Marie Petiteau    |

| N. |                    | Ruolo | Calciatrice             |
| -- | ------------------ | ----- | ----------------------- |
| 17 | Francia (bandiera) | C     | Judith Coquet           |
| 18 | Francia (bandiera) | D     | Jade Rastocle           |
| 19 | Francia (bandiera) | A     | Esther Mbakem-Niaro     |
| 20 | Francia (bandiera) | D     | Agathe Felden           |
| 21 | Camerun (bandiera) | A     | Nina Ngueleu            |
| 22 | Francia (bandiera) | A     | Lola Gstalter           |
| 24 | Francia (bandiera) | D     | Océane Deslandes        |
| 30 | Francia (bandiera) | P     | Coralie Houamria        |
| 33 | Francia (bandiera) | C     | Rosalie Chaine Rochette |
| 34 | Francia (bandiera) | A     | Célia Chabod            |
| 99 | Malawi (bandiera)  | A     | Rose Kadzere            |

## Calciomercato

### Sessione estiva
| Acquisti | Acquisti       | Acquisti             | Acquisti |
| R.       | Nome           | da                   | Modalità |
| -------- | -------------- | -------------------- | -------- |
| P        | Justine Lerond | Bordeaux             | [ 2 ]    |
| C        | Jade Rastocle  | Stade Reims          | [ 2 ]    |
| C        | Ella Palis     | Juventus             | [ 2 ]    |
| A        | Célia Chabod   | Digione              | [ 2 ]    |
| A        | Rose Kadzere   | Ascent Academy (MWI) | [ 2 ]    |
| A        | Ifeoma Onumonu | Utah Royals          | [ 2 ]    |

| Cessioni | Cessioni            | Cessioni            | Cessioni |
| R.       | Nome                | a                   | Modalità |
| -------- | ------------------- | ------------------- | -------- |
| P        | Cosette Morché      | Fort Lauderdale Utd | [ 2 ]    |
| D        | Maeva Garcia Augier | Rodez               | [ 2 ]    |
| D        | Maëlle Lakrar       | Real Madrid         | [ 2 ]    |
| D        | Maëlys Mpomé        | Chelsea             | [ 2 ]    |
| C        | Charlotte Bilbault  | Roses de Montréal   | [ 2 ]    |
| C        | Mille Gejl Jensen   | Crystal Palace      | [ 2 ]    |
| A        | Sh'nia Gordon       | Fort Lauderdale Utd | [ 2 ]    |
| A        | Nérilia Mondésir    | Seattle P.H.A.      | [ 2 ]    |
| A        | Faustine Robert     | Fleury              | [ 2 ]    |

## Risultati

### Première Ligue

#### Girone di andata
| Arbitro: | Vanderstichel |

|             |           |                                  |
| Palis 90+3’ | Marcatori | 20’ Katoto 43’ Geyoro 86’ Albert |

| Arbitro: | Collin |

|           |           |  |
| Coquet 3’ | Marcatori |  |

| Arbitro: | Rochebilière |

|                                                     |           |  |
| Renard 38’ Horan-Heaps 63’ Dumornay 64’ Däbritz 78’ | Marcatori |  |

| Montpellier 12 ottobre 2024, ore 17:00 CEST 4ª giornata | Montpellier | 0 – 0 referto | Strasburgo | Stadio Bernard Gasset n°7 - terreno Mama Ouattara (427 spett.)\| Arbitro: \| Fournier \| |
| Arbitro:                                                | Fournier    |               |            |                                                                                          |

| Arbitro: | Bessière |

|  |           |             |
|  | Marcatori | 65’ Ngueleu |

| Arbitro: | Bessière |

|                                                                    |           |  |
| Onumonu 9’ Ngueleu 30’, 63’ Khelifi 38’, 41’ Louis 75’ Kadzere 80’ | Marcatori |  |

| Arbitro: | Rochebilière |

|                                         |           |                  |
| Garbino 11’ Bussy 32’ Dufour 88’, 90+5’ | Marcatori | 26’, 80’ Onumonu |

| Arbitro: | Vanderstichel |

|             |           |  |
| Onumonu 70’ | Marcatori |  |

| Arbitro: | Bessière |

|  |           |                         |
|  | Marcatori | 2’ Gstalter 43’ Onumonu |

| Arbitro: | Gerbel |

|                                                 |           |                          |
| Pinther 29’ Grec 31’ Jedlińska 54’ Terchoun 81’ | Marcatori | 5’ Levasseur 75’ Onumonu |

| Arbitro: | Daupeux |

|  |           |                    |
|  | Marcatori | 77’ (rig.) Kamczyk |

#### Girone di ritorno
| Arbitro: | Fournier |

|            |           |                             |
| Azzaro 47’ | Marcatori | 82’ Deslandes 90+4’ Khelifi |

| Arbitro: | Vanderstichel |

|             |           |                                |
| Louis 90+7’ | Marcatori | 16’, 90+2’ Cance 25’ Effa Effa |

| Arbitro: | Gerbel |

|               |           |                                                    |
| Ouchene 45+1’ | Marcatori | 30’ Renard 37’ Majri 45+2’ Horan-Heaps 59’ Däbritz |

| Arbitro: | Beyer |

|                                                    |           |               |
| Geyoro 23’ Echegini 35’ Karchaoui 65’ Leuchter 87’ | Marcatori | 90+1’ Ngueleu |

| Arbitro: | Fournier |

|                                |           |                                  |
| Ngock 52’ Boureille 80’ (aut.) | Marcatori | 49’, 70’, 86’ Coquet 78’ Onumonu |

| Arbitro: | Daupeux |

|               |           |  |
| Levasseur 89’ | Marcatori |  |

| Arbitro: | Kocher |

|                            |           |                  |
| Pasquereau 7’ Cosson 90+3’ | Marcatori | 75’, 85’ Kadzere |

| Arbitro: | Fournier |

|                          |           |  |
| Rastocle 53’ Khelifi 86’ | Marcatori |  |

| Arbitro: | Kocher |

|                                              |           |             |
| Peniguel 41’ (rig.) Ribeyra 58’ Guellati 71’ | Marcatori | 80’ Rouquet |

| Montpellier 23 aprile 2025, ore 21:00 CEST 21ª giornata | Montpellier | 0 – 0 referto referto 2 | Digione | Stadio Bernard Gasset n°7 - terreno Mama Ouattara\| Arbitro: \| Gerbel \| |
| Arbitro:                                                | Gerbel      |                         |         |                                                                           |

| Arbitro: | Daupeux |

|            |           |                           |
| Robert 38’ | Marcatori | 27’ Ouchene 90+2’ Diakité |

### Coppa di Francia
| Arbitro: | El Bour |

|  |           |                                                     |
|  | Marcatori | 2’ Khelifi 45’ (aut.) Léger 61’ Onumonu 90’ Ngueleu |

| Arbitro: | Collin |

|  |           |                     |
|  | Marcatori | 62’ Gavory 86’ Roth |

## Statistiche

### Statistiche di squadra
| Competizione     | Punti | In casa | In casa | In casa | In casa | In casa | In casa | In trasferta | In trasferta | In trasferta | In trasferta | In trasferta | In trasferta | Totale | Totale | Totale | Totale | Totale | Totale | DR |
| Competizione     | Punti | G       | V       | N       | P       | Gf      | Gs      | G            | V            | N            | P            | Gf           | Gs           | G      | V      | N      | P      | Gf     | Gs     | DR |
| ---------------- | ----- | ------- | ------- | ------- | ------- | ------- | ------- | ------------ | ------------ | ------------ | ------------ | ------------ | ------------ | ------ | ------ | ------ | ------ | ------ | ------ | -- |
| Première Ligue   | 30    | 11      | 5       | 2       | 4       | 15      | 11      | 11           | 4            | 1            | 6            | 18           | 26           | 22     | 9      | 3      | 10     | 33     | 37     | -4 |
| Coppa di Francia | -     | 1       | 0       | 0       | 1       | 0       | 2       | 1            | 1            | 0            | 0            | 4            | 0            | 2      | 1      | 0      | 1      | 4      | 2      | +2 |
| Totale           | -     | 12      | 5       | 2       | 5       | 15      | 13      | 12           | 5            | 1            | 6            | 22           | 26           | 24     | 10     | 3      | 11     | 37     | 39     | -2 |

### Andamento in campionato
| Giornata  | 1  | 2 | 3 | 4 | 5 | 6 | 7 | 8 | 9 | 10 | 11 | 12 | 13 | 14 | 15 | 16 | 17 | 18 | 19 | 20 | 21 | 22 |
| --------- | -- | - | - | - | - | - | - | - | - | -- | -- | -- | -- | -- | -- | -- | -- | -- | -- | -- | -- | -- |
| Luogo     | C  | C | T | C | T | C | T | C | T | T  | C  | T  | C  | C  | T  | T  | C  | T  | C  | T  | C  | T  |
| Risultato | P  | V | P | N | V | V | P | V | V | P  | P  | V  | P  | P  | P  | V  | V  | N  | V  | P  | N  | P  |
| Posizione | 10 | 6 | 8 | 8 | 8 | 6 | 7 | 6 | 5 | 5  | 6  | 5  | 6  | 6  | 7  | 6  | 6  | 6  | 6  | 6  | 6  | 6  |

Legenda:

Luogo: C = Casa; T = Trasferta. Risultato: V = Vittoria; N = Pareggio; P = Sconfitta.

### Statistiche delle giocatrici
| Giocatore          | Première Ligue | Première Ligue | Première Ligue | Première Ligue | Coppa di Francia | Coppa di Francia | Coppa di Francia | Coppa di Francia | Totale   | Totale | Totale      | Totale     |
| Giocatore          | Presenze       | Reti           | Ammonizioni    | Espulsioni     | Presenze         | Reti             | Ammonizioni      | Espulsioni       | Presenze | Reti   | Ammonizioni | Espulsioni |
| ------------------ | -------------- | -------------- | -------------- | -------------- | ---------------- | ---------------- | ---------------- | ---------------- | -------- | ------ | ----------- | ---------- |
| O. Baccichet       | -              | -              | -              | -              | -                | -                | -                | -                | -        | -      | -           | -          |
| K. Bacoul Juillard | 2              | 0              | 0              | 0              | -                | -                | -                | -                | 2        | 0      | 0           | 0          |
| I. Belmiliani      | 1              | 0              | 0              | 0              | -                | -                | -                | -                | 1        | 0      | 0           | 0          |
| C. Blanc           | 9              | 0              | 3              | 0              | 2                | 0                | 0                | 0                | 11       | 0      | 3           | 0          |
| C. Boureille       | 21             | 0              | 2              | 0              | 2                | 0                | 0                | 0                | 23       | 0      | 2           | 0          |
| C. Chabod          | 0              | 0              | 0              | 0              | -                | -                | -                | -                | 0        | 0      | 0           | 0          |
| R. Chaine          | 10             | 0              | 1              | 0              | -                | -                | -                | -                | 10       | 0      | 1           | 0          |
| J. Coquet          | 20             | 4              | 2              | 0              | 2                | 0                | 0                | 0                | 22       | 4      | 2           | 0          |
| O. Deslandes       | 20             | 1              | 3              | 0              | 2                | 0                | 0                | 0                | 22       | 1      | 3           | 0          |
| M. Diakité         | 1              | 0              | 0              | 0              | -                | -                | -                | -                | 1        | 0      | 0           | 0          |
| A. Felden          | 0              | 0              | 0              | 0              | -                | -                | -                | -                | 0        | 0      | 0           | 0          |
| L. Gstalter        | 20             | 1              | 4              | 0              | 2                | 0                | 0                | 0                | 22       | 1      | 4           | 0          |
| K. Hassani         | 0              | 0              | 0              | 0              | -                | -                | -                | -                | 0        | 0      | 0           | 0          |
| C. Houamria        | 0              | 0              | 0              | 0              | -                | -                | -                | -                | 0        | 0      | 0           | 0          |
| R. Kadzere         | 15             | 3              | 0              | 0              | -                | -                | -                | -                | 15       | 3      | 0           | 0          |
| L. Khelifi         | 19             | 4              | 2              | 0              | 2                | 1                | 1                | 0                | 21       | 5      | 3           | 0          |
| J. Lerond          | 14             | -22            | 2              | 0              | 0                | 0                | 0                | 0                | 14       | -22    | 2           | 0          |
| M. Levasseur       | 21             | 2              | 3              | 0              | 2                | 0                | 0                | 0                | 23       | 2      | 3           | 0          |
| K. Louis           | 19             | 2              | 7              | 0              | 2                | 0                | 0                | 0                | 21       | 2      | 7           | 0          |
| E. Mbakem Niaro    | 3              | 0              | 0              | 0              | -                | -                | -                | -                | 3        | 0      | 0           | 0          |
| N. Ngueleu         | 21             | 4              | 1              | 0              | 2                | 1                | 0                | 0                | 23       | 5      | 1           | 0          |
| I. Onumonu         | 19             | 7              | 2              | 0              | 2                | 1                | 0                | 0                | 21       | 8      | 2           | 0          |
| S. Ouchene         | 20             | 1              | 2              | 0              | 2                | 0                | 1                | 0                | 22       | 1      | 3           | 0          |
| E. Palis           | 19             | 1              | 4              | 0              | 1                | 0                | 0                | 0                | 20       | 1      | 4           | 0          |
| M. Petiteau        | 7              | -13            | 1              | 0              | 2                | -2               | 0                | 0                | 9        | -15    | 1           | 0          |
| É. Rambaud         | 9              | 0              | 1              | 0              | 1                | 0                | 0                | 0                | 10       | 0      | 1           | 0          |
| J. Rastocle        | 19             | 1              | 1              | 0              | 2                | 0                | 0                | 0                | 21       | 1      | 1           | 0          |
| J. Rouquet         | 9              | 1              | 0              | 0              | 1                | 0                | 0                | 0                | 10       | 1      | 0           | 0          |
| M. Torrent         | 9              | 0              | 4              | 0              | 1                | 0                | 0                | 0                | 10       | 0      | 4           | 0          |